# Paulo Jorge da Silva
Paulo Jorge da Silva (ur. 20 września 1974) – angolski piłkarz grający na pozycji napastnika.

## Kariera klubowa
Swoją karierę piłkarską Silva rozpoczął w klubie Petro Atlético z Luandy. W 1994 roku zadebiutował w nim w pierwszej lidze angolskiej. W latach 1994, 1995 i 1997 wywalczył z nim trzy mistrzostwa Angoli. Zdobył też dwa Puchary Angoli (1994, 1997) i jeden Superpuchar Angoli (1994).
W 1998 roku Silva został zawodnikiem portugalskiego GD Chaves. W pierwszej lidze portugalskiej zadebiutował 18 stycznia 1998 w wygranym 2:1 wyjazdowym meczu z Académiką Coimbra. W Chaves grał przez pół roku.
Latem 1998 Silva wrócił do Angoli, do Petro Atlético. Grał w nim do 2003 roku. W latach 2000 i 2001 został mistrzem kraju. Zdobył też dwa puchary kraju (2000, 2002) i jeden superpuchar (2002).
W 2004 roku Silva grał w Al-Wahda FC ze Zjednoczonych Emiratów Arabskich, a następnie w Petro Atlético. Z kolei w 2005 roku był zawodnikiem saudyjskiego Al-Hilal, w którym zakończył karierę. Wywalczył z nim mistrzostwo Arabii Saudyjskiej i zdobył Puchar Księcia.

## Kariera reprezentacyjna
W reprezentacji Angoli Silva zadebiutował w 1996 roku. W 1998 roku został powołany do kadry Angoli na Puchar Narodów Afryki 1998. Rozegrał na nim trzy mecze: z Republiką Południowej Afryki (0:0), z Namibią (3:3) i z Wybrzeżem Kości Słoniowej (2:5). Zarówno w meczu z Namibią, jak i z Wybrzeżem Kości Słoniowej strzelił po golu. W kadrze narodowej grał do 2002 roku.